# Derris canarensis
Derris canarensis là một loài thực vật có hoa trong họ Đậu. Loài này được (Dalzell) Baker miêu tả khoa học đầu tiên.